# دانشگاه هامبورگ
دانشگاه هامبورگ (به آلمانی: Universität Hamburg) یک دانشگاه تحقیقاتی دولتی در هامبورگ آلمان است که در سال ۱۹۱۹ میلادی بنیان‌نهاده شده است.
این دانشگاه با وجود عمر کوتاه خود ۶ برنده جایزه نوبل و مجموعه زیادی از دانشمندان فاخر داشته است. دانشگاه هامبورگ بزرگ‌ترین مؤسسه تحقیقاتی و آموزشی در شمال آلمان است.
در اغلب نظام‌های رتبه‌بندی مثل تایمز، شانگهای و CWTS لیدن نام این دانشگاه جزو ۲۰۰تای برتز است و جزو ۱٪ برتر دانشگاه‌های جهان قرار دارد.
مؤسسه پژوهش‌های آسیا و آفریقای دانشگاه هامبورگ با بیش از بیست کرسی استادی مطالعات آسیا و آفریقا یکی از بزرگ‌ترین مراکز دانشگاهی و پژوهشی شرق‌شناسی در آلمان است که دارای دانشکده‌هایی برای مطالعات آفریقایی، مطالعات اتیوپی، مطالعات استرالیایی، هندشناسی، ایران‌شناسی، مطالعات اسلامی، مطالعات ژاپنی، مطالعات کره‌ای، چین‌شناسی، مطالعات تایلندی، تبت‌شناسی، مطالعات ترکی و ویتنامی است.
دو کرسی از هفت کرسی ایران‌شناسی در دانشگاه‌های آلمان در دپارتمان فرهنگ، تاریخ و زبان‌های خاور نزدیک در مؤسسه مطالعات آسیا و آفریقای دانشگاه هامبورگ قرار دارد. این دو کرسی به ترتیب در اختیار پروفسور لودویگ پاول (از سال ۲۰۰۲ میلادی) با تمرکز بر زبان‌شناسی زبان‌های ایرانی و پروفسور شروین فریدنژاد (از سال ۲۰۲۲ میلادی) با تمرکز بر پژوهش‌های زرتشتی، زبان‌های ایرانی میانه و باستان و ادبیات فارسیهود هستند.

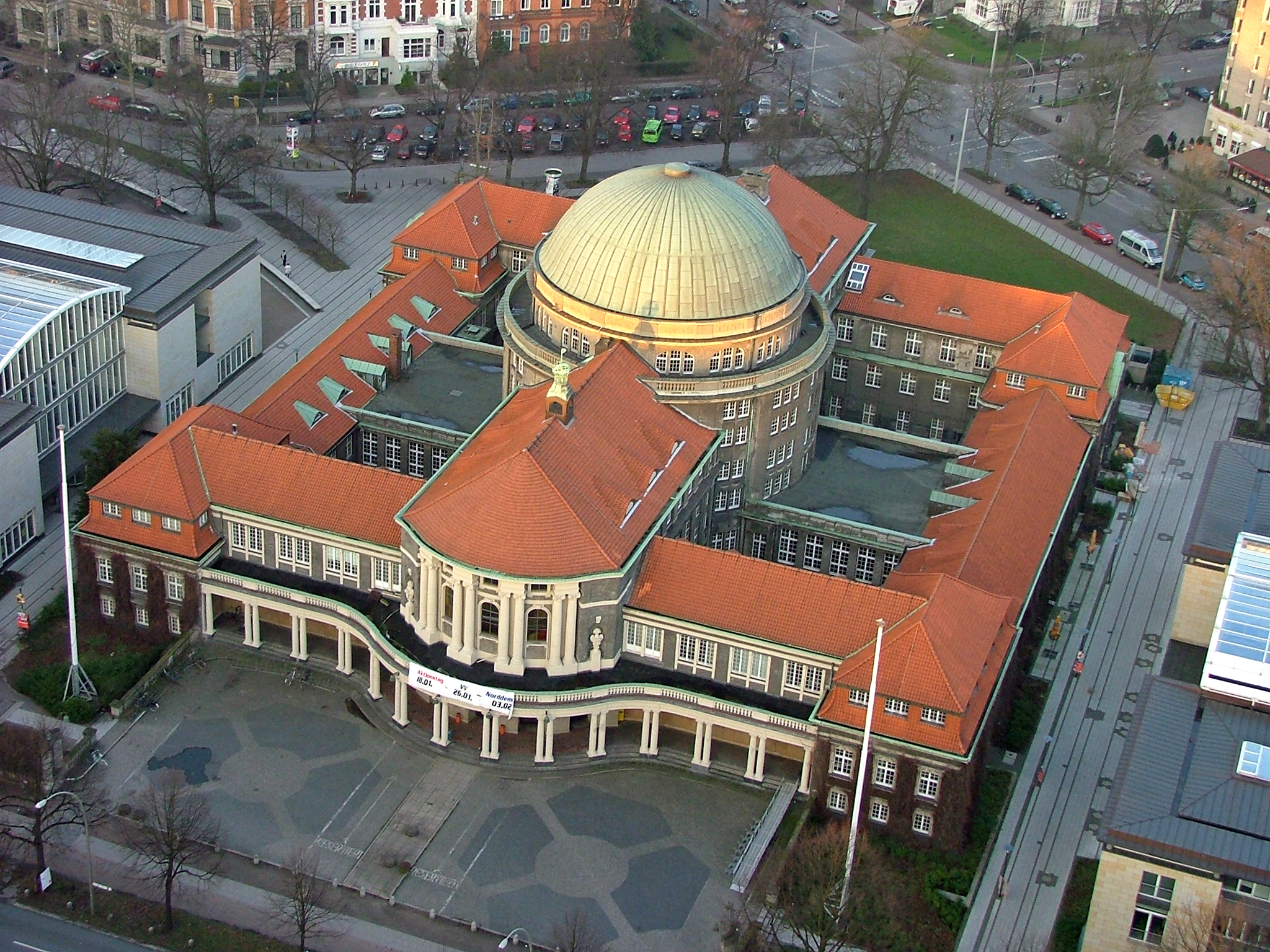
ساختمان مرکزی دانشگاه هامبورگ

## ساختمان
ساختمان‌های دانشگاه در شهر هامبورگ پراکنده شده‌اند. مهم‌ترین ساختمان آنی است که روبروی ایستگاه قطار دامتور قرار دارد.

## رتبه‌بندی
در رتبه‌بندی دانشگاه‌های جهان QS در سال ۲۰۲۰ دانشگاه هامبورگ در رده ۲۲۷دنیا و سیزدهم آلمان قرار گرفته است. همچنین در رتبه‌بندی مؤسسه تایمز در سال ۲۰۲۰ این دانشگاه رتبه ۱۴۹ را در بین دانشگاه‌های جهان از آن خود کرده است.

## جستارهای وابسته

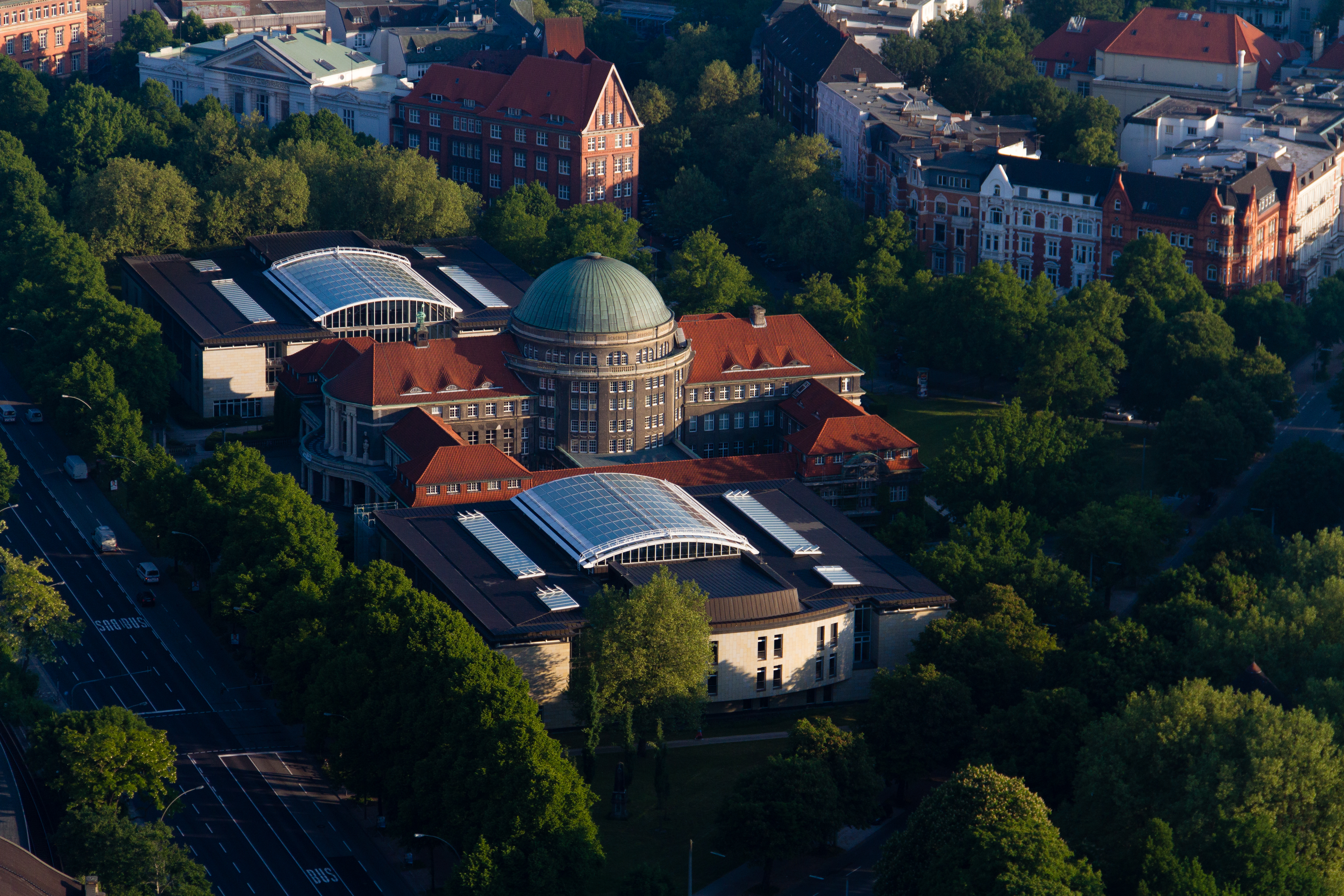
وسط ساختمان اصلی دانشگاه هامبورگ و پایین مؤسسه مطالعات آسیا و آفریقا

## منابع

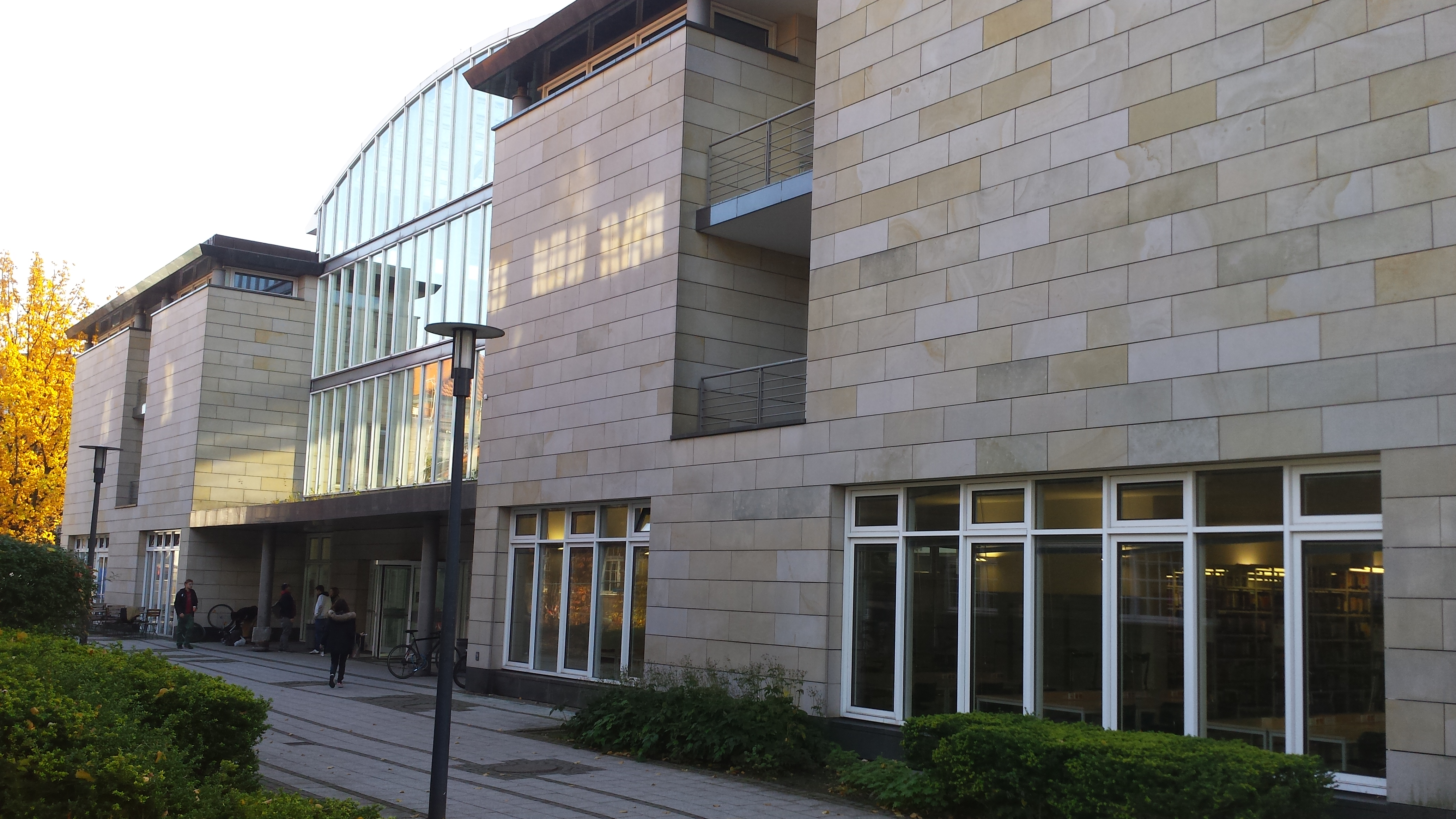
ورودی مؤسسه مطالعات آسیا و آفریقا در بال شرقی ساختمان مرکزی دانشگاه هامبورگ

## رشته‌های دانشگاهی

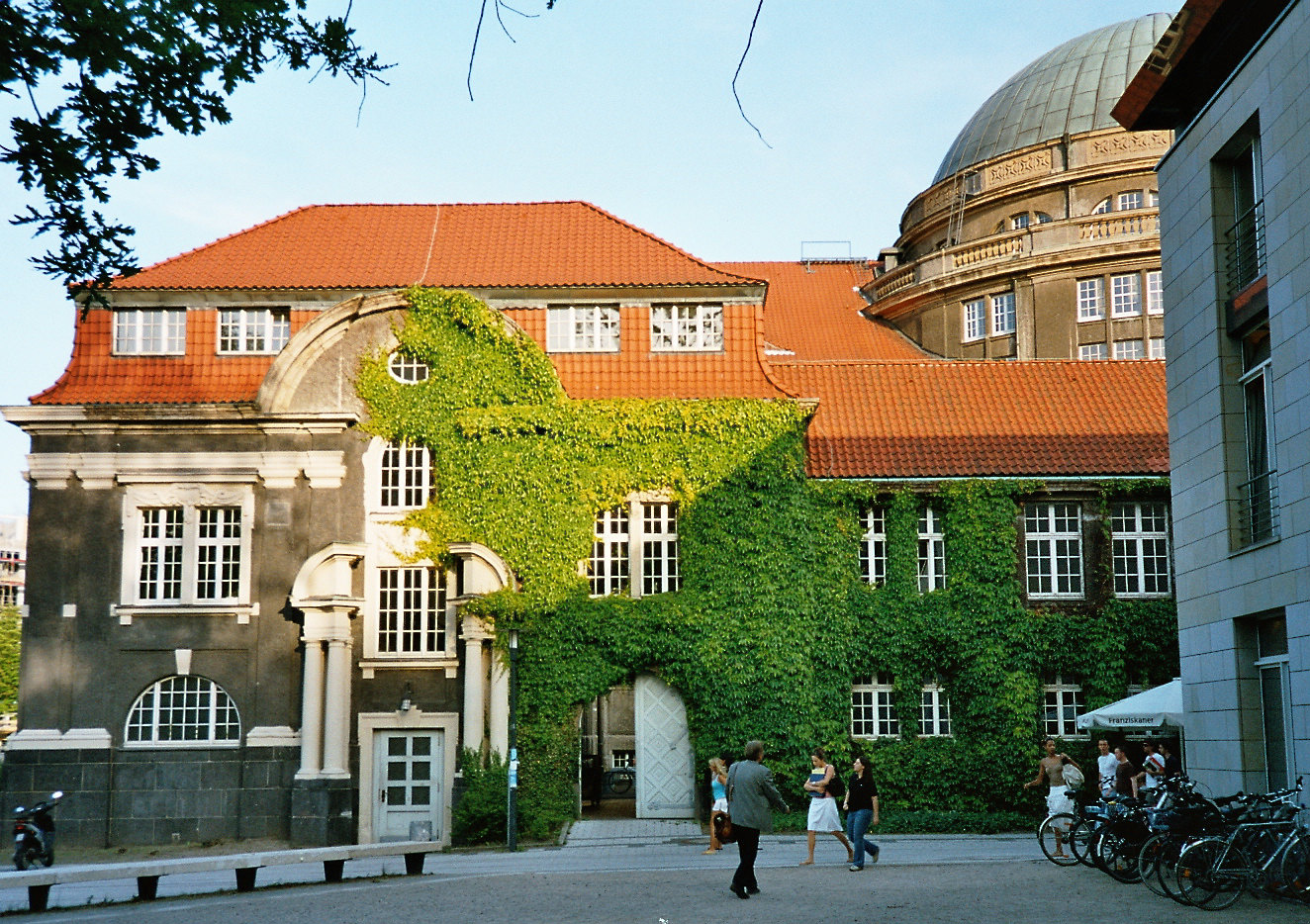
بال شرقی ساختمان مرکزی دانشگاه هامبورگ، مؤسسه مطالعات آسیا و آفریقا

- حقوق
- علوم اجتماعی
- ادبیات
- پزشکی
- مطالعات آسیا (شرق‌شناسی) و آفریقا
- روان‌شناسی
- تاریخ
- فلسفه
- مهندسی
- کامپیوتر